# Adolph Zukor
Adolph Zukor (Ricse, 7 gennaio 1873 – Los Angeles, 10 giugno 1976) è stato un produttore cinematografico ungherese naturalizzato statunitense, fondatore insieme a Jesse L. Lasky della Paramount Pictures.

## Biografia
Nacque in una famiglia askhenazita in una cittadina dell'allora impero austro-ungarico. Dopo la morte di entrambi i genitori emigrò a Nuova York, dove giunse il 16 marzo 1891. Nel 1912 importò e distribuì il lungometraggio Elisabetta regina d'Inghilterra (Queen Elisabeth), con Sarah Bernhardt. Incoraggiato dal successo ottenuto fondò nel 1912 la Famous Players Film Company, con sede a New York, dove insieme alla Feature Play Company di Jesse L. Lasky continuò l'attività di produzione ed importazione di lungometraggi. L'introduzione del lungo da parte di queste case indipendenti, minò la base su cui si fondava il monopolio del cartello MPPC (Motion Pictures Patents Company), ossia il cortometraggio monobobina. Le società della MPPC non riuscirono ad adattarsi all'innovazione, frenate dagli stessi strumenti di protezione che utilizzavano per detenere il monopolio, e questo ritardo portò allo scioglimento del trust, avvenuto nel 1915, dopo una sentenza della corte distrettuale di New York, che dichiarava illegali le pratiche utilizzate dalla MPPC.
Fu membro della massoneria.

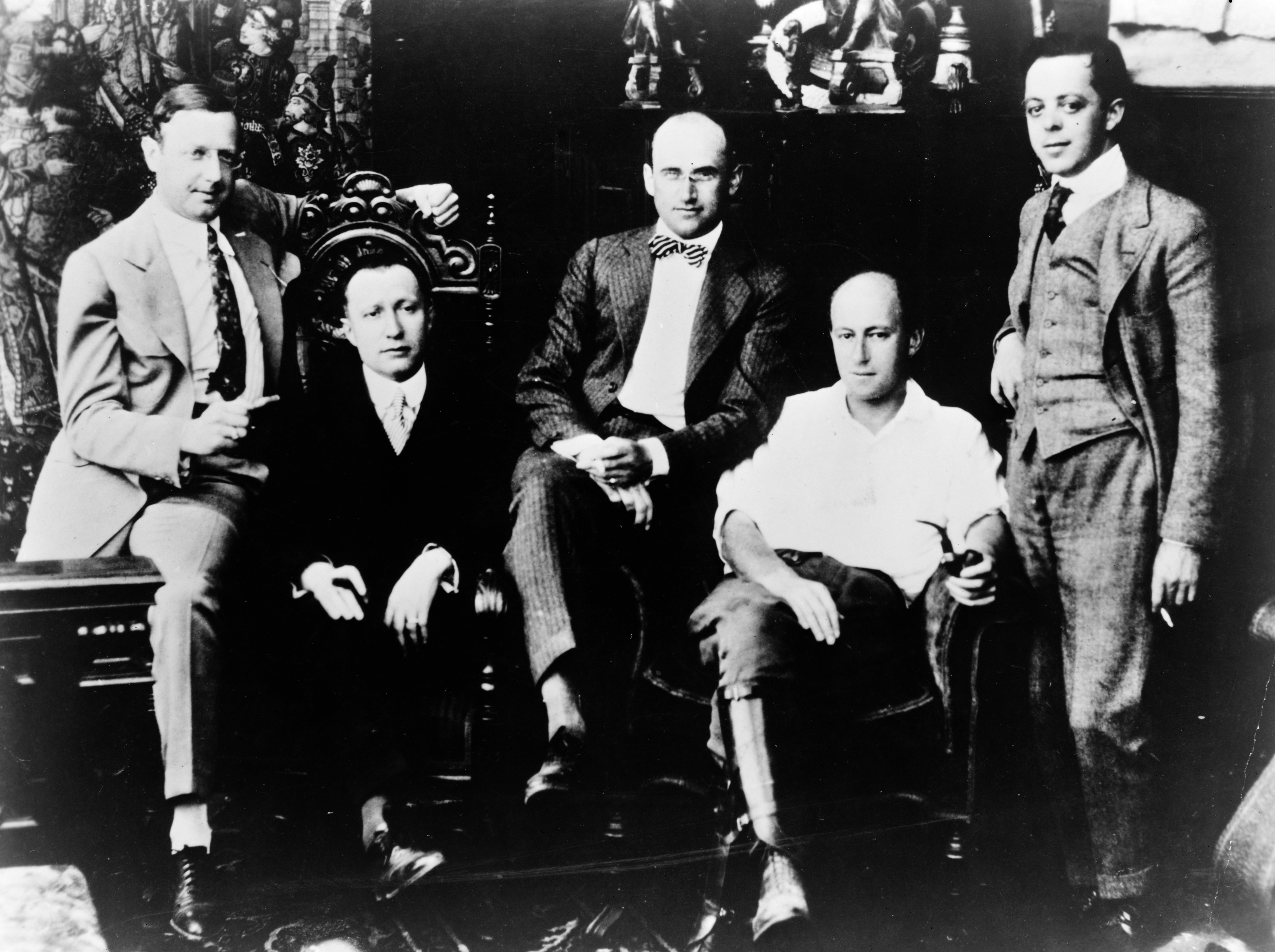
Jesse L. Lasky, Adolph Zukor, Samuel Goldwyn, Cecil B. DeMille, Al Kaufman nel 1916

Nel 1919 Zukor e Lasky fusero le loro attività al distributore Paramount Pictures, formando la Paramount Pictures Corporation.
Morì nel 1976 alla veneranda età di 103 anni.